# Oum Hadjer
Oum-Hadjer est une ville du Tchad chef-lieu du département du Batha Est dans la région du Batha. Sa population est estimée à 19 271 habitants en 2006.

## Géographie
Oum-Hadjer se situe à 520 km à l'est de la capitale du Tchad, N'Djaména et à 140 km à l'ouest d'Abéché.
La ville est située pour sa plus grande partie sur la rive gauche du fleuve Batha qu'un pont permet de franchir. Oum-Hadjer est économiquement très liée à Abéché et une route goudronnée permet de relier les deux villes.

## Histoire
Cohabitent dans cette ville plusieurs groupes ethnolinguistiques, notamment les Medego, les Mesmédjés, les Bilala, les Kouka, les Massalat et les Arabes.
Oum-Hadjer fut parmi les premières localités du pays où l'islam s'est répandu, de par sa proximité avec Abeché, selon certains historiens.

## La situation économique, sociale et religieuse

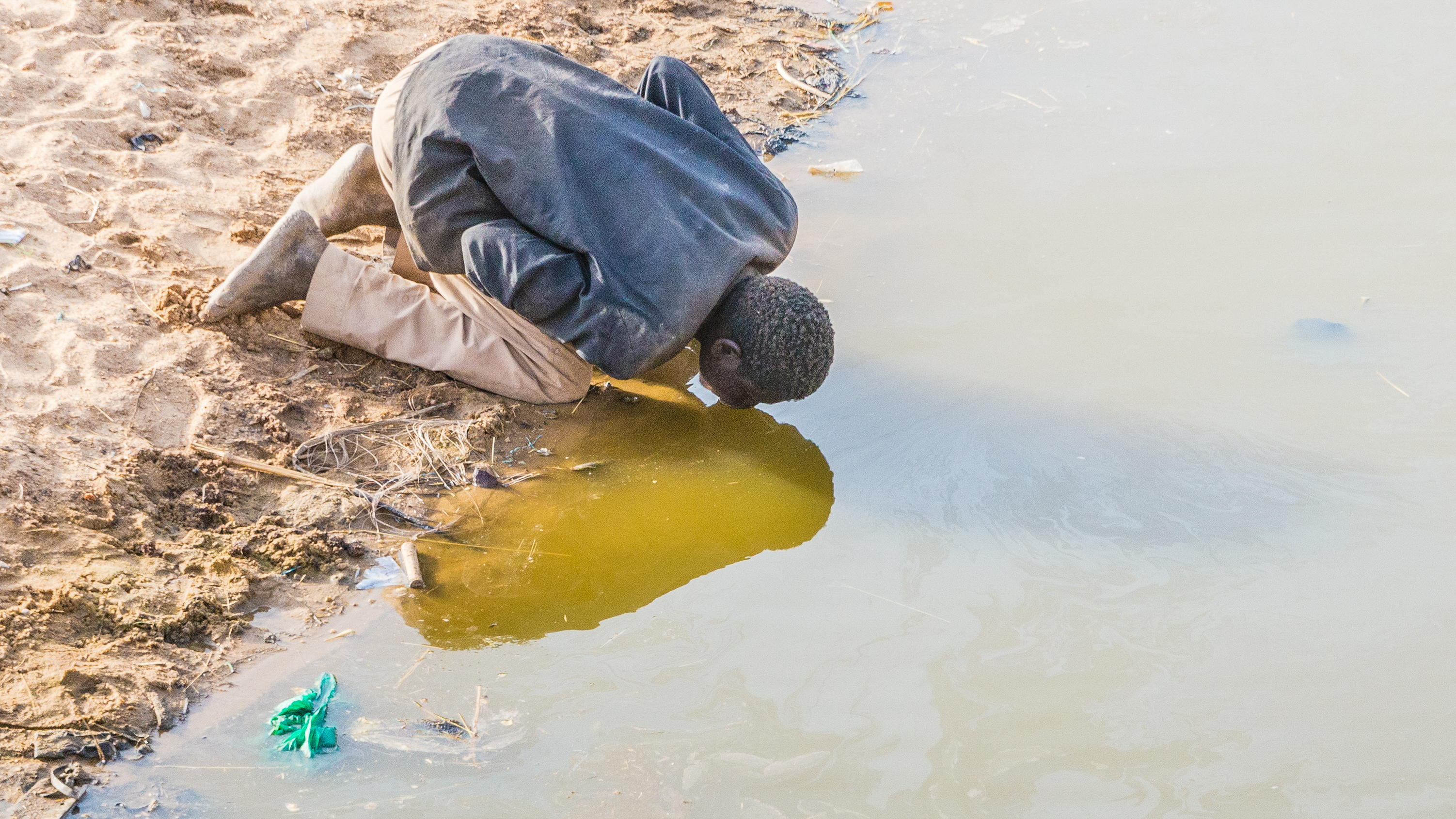
Homme buvant l'eau du Batha.

Les Birguit, les Kadjakse et les Masmedje sont des gens qui font la chasse et la cueillette. Ils font l’agriculture, mais non pas d’une grande envergure. Ils essaient de cultiver sur les terres montagneuses, et leur culture principale est le mil. Les échanges commerciaux se font avec les voisins arabes où le mil est échangé contre le lait ou certains objets d’art. À part l’agriculture qui est une activité de subsistance, l’élevage des bovins, des ovins et des chevaux constitue une grande richesse pour ces peuples. Les Birguit, les Kadjakse et les Masmedje, il ressort qu’il y a intermariage entre eux mais aussi avec leurs voisins qui sont les Moubi, les Dadjo et les Kouka. Cependant, ils ne se marient pas avec les gens de la classe basse, à savoir les forgerons, les braconniers et non plus avec les gens d’autres religions comme les chrétiens. Les responsables administratifs dans les villages sont les sous-préfets, les chefs de Canton, les chefs de village, les chefs de terre, les chefs de quartier et les responsables religieux qui sont les imams et les marabouts. Bien que toute la zone visitée soit une zone de plaine et de savane, l’accès à l’eau potable reste un problème de taille pour la population en saison sèche. Les centres de santé et d’éducation manquent dans beaucoup de villages.

## Éducation
Oum Hadjer dispose de trois lycées :
Lycée bilingue Safi Abdelkader d'Oum Hadjer, SG bilingue Abdelkerim Tibet et un autre lycée en voie de construction au bord du Batha.
On trouve beaucoup d'écoles primaires dont l'école de centre, école le chandelier, école Hillé-Goumié, école Am-ziéfé, école Fatima Al-arabia, école Al-houda, école Am-riche, etc.

## Administration
Oum Hadjer est une préfecture.
Elle possède :
- un préfet et un sous-préfet
- un maire
- trois députés représentent Oum Hadjer à l'assemblée
- un chef de canton (canton massalat)
- et la police et les forces armées.